# Isoelectronicidad

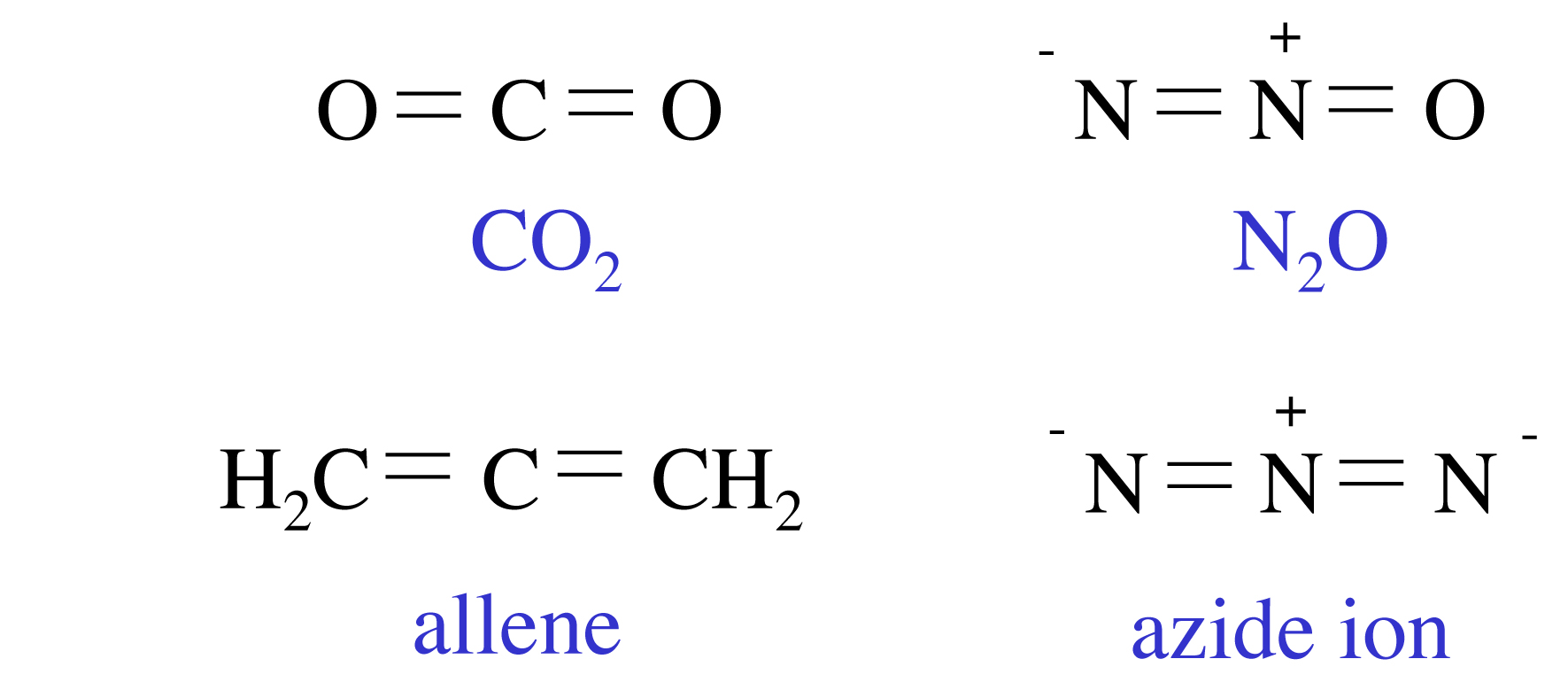
Moléculas isoelectrónicas.

Se dice que dos o más entidades moleculares (átomos, moléculas, iones) son isoelectrónicas entre sí, cuando estas tienen el mismo número de electrones. 

## Ejemplos
N y el ion radical O+ son isoelectrónicos porque cada uno tiene 5 electrones en la capa electrónica exterior. De modo similar, los cationes K+, Ca2+, y Sc3+, los aniones Cl−, S2−, y P3− son todos isoelectrónicos con el átomo de Ar. En cuales casos monoatómicos, hay una clara tendencia en el tamaño de cuales especies, con radio atómico decreciente a medida que la carga se incrementa.
El CO, N2 y NO+ son isoelectrónicos porque cada uno tiene 2 núcleos y 10 electrones de valencia (4+6, 5+5, y 5+5, respectivamente).
La molécula con carga H2C=C=O y el zwitterión CH2=N+=N- son isoelectrónicos.
La CH3COCH3 y CH3N2CH3 no son isoelectrónicos. Tienen el mismo número de núcleos y el mismo número de electrones de valencia, pero la conectividad de los átomos es diferente: en el primero, ambos grupos metilo (CH3) están unidos al átomo de carbono del grupo carbonilo (CO), formando una estructura trigonal plana: H3C-C(=O)-CH3; la estructura de la segunda molécula es angular: H3C-N=N-CH3, y sus grupos metilo no están conectados al mismo átomo de nitrógeno 
.
Se considera que los aminoácidos cisteína y serina también son isoelectrónicos.